# Ли Шандэ
Ли Шандэ (кит. 李尚德; род. 1947) — китайский философ.
В 1981 году окончил аспирантуру философского факультета университета имени Сунь Ятсена в Гуанчжоу. Преподаёт там же, профессор философского факультета и руководитель Центра изучения русской философии. Преподаёт также в университете Внутренней Монголии и Фуданьском университете. С 1985 года на протяжении нескольких лет стажировался в Московском университете.
Специалист, главным образом, по советской марксистской философии. Опубликовал восемь монографий, в том числе «Советская социальная философия» (кит. 苏联社会哲学研究; 1994), «Оценки и противоречия: исследование философской системы Сталина» (кит. 评价与争议--斯大林哲学体系研究; 1998), «Марксистская философия в Советском Союзе в двадцатом веке» (кит. 20世纪马克思主义哲学在苏联; 2009).

## Сочинения
- Ли Шандэ. Философия человека И. Т. Фролова. // Яо Ин. Философия гуманизма И. Т. Фролова: Взгляд из Китая. 2013 (на русском языке). ISBN 978-5-9710-0514-8